# Reichsbahn-SG Pfersee
Die Reichsbahn-SG Pfersee war eine Fußball-Kriegsspielgemeinschaft aus dem Augsburger Stadtteil Pfersee, die in der Saison 1944/45 an der bayerisch-schwäbischen Staffel der Gauliga, der höchsten Spielklasse im Deutschen Reich, teilnahm. Die Spielzeit wurde in den letzten Monaten des Zweiten Weltkrieges abgebrochen.

## Geschichte
Als in der Endphase des Zweiten Weltkrieges immer mehr junge Männer als Soldaten zum Wehrdienst eingezogen wurden, kam es beim bayerischen Gauligisten TSV Pfersee Augsburg wie bei vielen Sportvereinen im Deutschen Reich zu personellen Engpässen. Um den Spielbetrieb dennoch aufrechterhalten zu können, fusionierte der Verein zur Saison 1944/45 mit einer Betriebsmannschaft der Deutschen Reichsbahn zu einer Kriegsspielgemeinschaft, die sich Reichsbahn-SG Pfersee nannte. Nach dem Ende des Zweiten Weltkrieges 1945 wurde die Spielgemeinschaft wieder aufgelöst.

## Spielbetrieb
| Liga und Saison        | Platz | Tore  | Punkte |
| ---------------------- | ----- | ----- | ------ |
| Gauliga Bayern 1944/45 | 6     | 10:13 | 5–7    |

Die Reichsbahn-SG Pfersee nahm an der letzten Saison der Gauliga Bayern, die kriegsbedingt in mehreren Staffeln ausgetragen wurde, teil. In der Staffel Schwaben war die Spielgemeinschaft neben der KSG BC/Post Augsburg, der TSG Augsburg 1885 und dem TSV Schwaben Augsburg die vierte Mannschaft aus der schwäbischen Hauptstadt. Beim kriegsbedingten Abbruch des Spielbetriebes hatte die Reichsbahn-SG Pfersee sechs Spiele absolviert und lag auf dem sechsten und damit vorletzten Platz. Dabei bleibt aber zu beachten, dass die meisten anderen Mannschaften der Staffel zu diesem Zeitpunkt sieben oder mehr Spiele absolviert hatten, der Tabellenführer TSV Schwaben sogar zehn.